# Hipposideros inexpectatus
Hipposideros inexpectatus (Laurie & Hill, 1954) è un pipistrello della famiglia degli Ipposideridi endemico di Sulawesi.

## Descrizione

### Dimensioni
Pipistrello di grandi dimensioni, con la lunghezza dell'avambraccio di 100,8 mm.

### Aspetto
Il colore della pelliccia non è noto poiché gli unici esemplari conosciuti sono stati conservati per molti anni in soluzioni alcoliche che ne hanno alterato notevolmente la tonalità. Le orecchie sono grandi, larghe alla base e con una concavità sul bordo posteriore appena sotto l'estremità appuntita. La foglia nasale presenta una porzione anteriore larga e con quattro fogliette supplementari su ogni lato, un setto nasale non rigonfio e con delle linguette in prossimità delle narici ben sviluppate, una porzione intermedia notevolmente rigonfia ma con una cresta mediana poco pronunciata, una porzione posteriore carnosa, con il margine superiore semicircolare, un setto centrale stretto e due laterali larghi ma meno visibili La coda è lunga e si estende leggermente oltre l'ampio uropatagio. Il primo premolare superiore è piccolo e situato fuori la linea alveolare.

## Biologia

### Comportamento
Probabilmente si rifugia in colonie numerose all'interno di grotte.

### Alimentazione
Probabilmente si nutre di insetti catturati su spazi aperti.

## Distribuzione e habitat
Questa specie è conosciuta soltanto in una località nella parte centrale e in due in quella settentrionale dell'isola di Sulawesi.

## Conservazione
La IUCN Red List, considerato che si tratta di una specie poco conosciuta, catturata tra il 1870 e il 1925 e della quale distribuzione, popolazione ed abbondanza non sono noti, classifica H.inexpectatus come specie con dati insufficienti (DD).